# 1995 JH1
1995 JH1 är en asteroid i huvudbältet som upptäcktes den 5 maj 1995 av den belgiske astronomen Eric W. Elst vid CERGA-observatoriet.
Asteroiden har en diameter på ungefär 9 kilometer och den tillhör asteroidgruppen Themis.